# Klot-tegellav
Klot-tegellav (Psora globifera) är en lavart som först beskrevs av Erik Acharius, och fick sitt nu gällande namn av A. Massal. Klot-tegellav ingår i släktet Psora och familjen Psoraceae.  Arten är reproducerande i Sverige. Inga underarter finns listade i Catalogue of Life.

## Källor

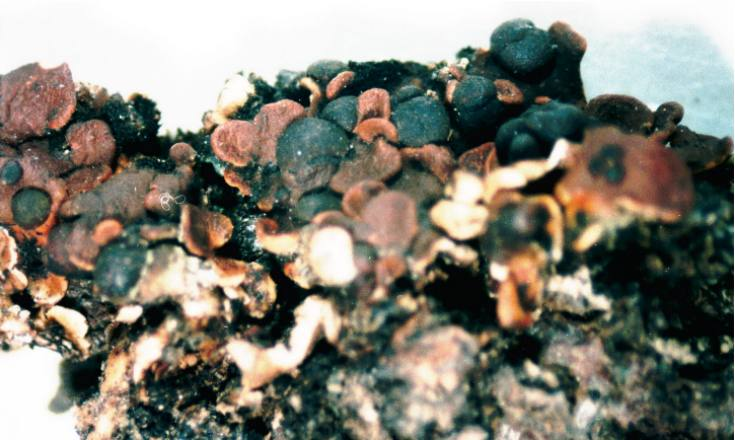
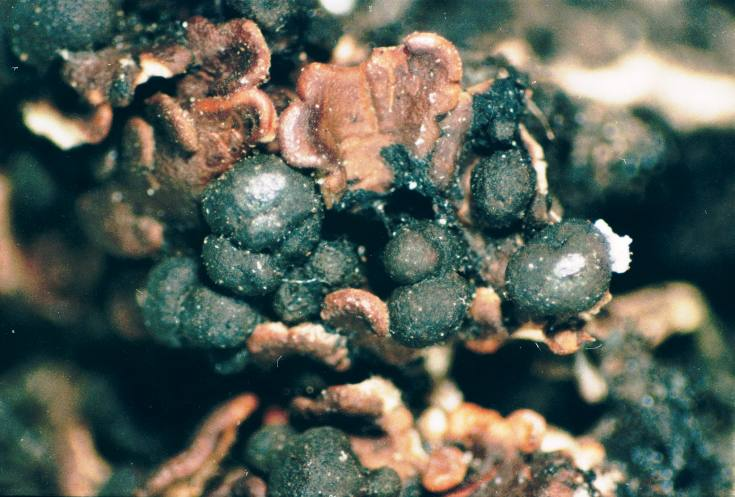
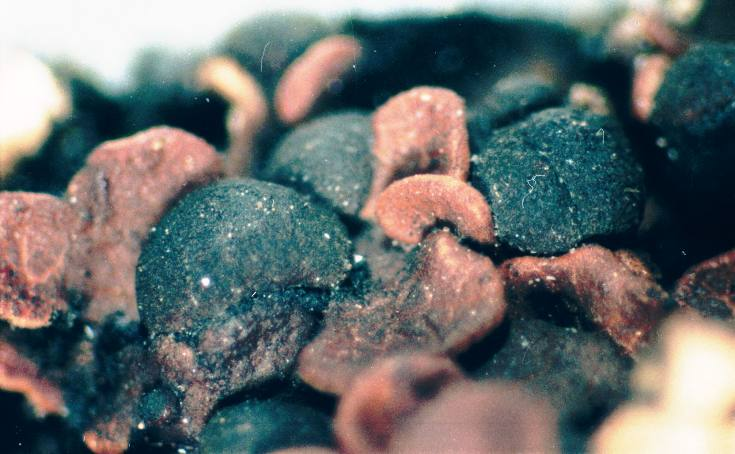
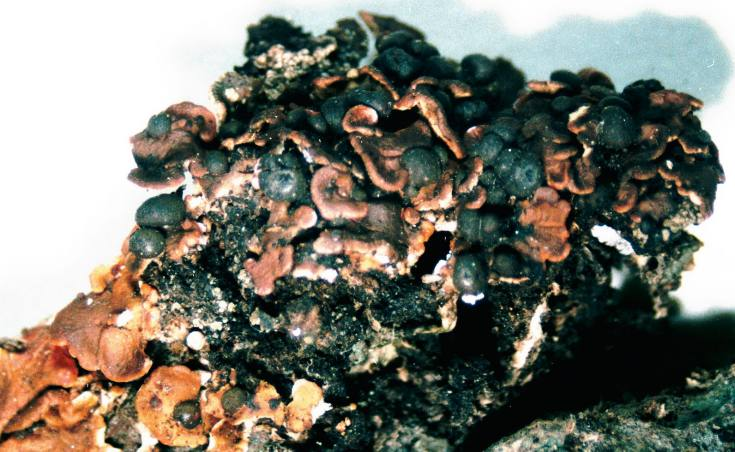